# Йоан Дука Комнин
Йоан Дука Комнин (на гръцки: Ἰωάννης Δούκας Κομνηνός, Johannes Dukas Komnenos, * около 1126, † 17 септември 1176) е племенник на византийския император Мануил I Комнин и стратег (военен комендант) на Сердика (София), дука на Кипър (1155 – 1176) и през 1148 г. протовестиарий.
Йоан Дука Комнин е най-големият син на севастократор Андроник Комнин († 1142) и Ирина († 1150/1151). Той е внук на византийския император Йоан II Комнин (1118 – 1143) и на Пирошка Арпад (Ирина). Сестра му Теодора Комнина († 1184) е втората съпруга на австрийския херцог Хайнрих II Язомиргот. Другата му сестра, Евдокия Комнина, била метреса на Андроник I Комнин. По-малкият му брат протосеваст Алексий, става любовник на Мария Антиохийска и регент на нейния малолетен син Алексий II Комнин.
Йоан отраства в императорския двор в Константинопол, става един от най-доверените хора на император Мануил I Комнин, от когото получава титлите „протосеваст“ и „протовестиарий“ (1148) и поста стратег на Сердика, а през 1155 г. получава важната длъжност „дука“ и императорски наместник на остров Кипър.
През пролетта 1156 г. съюзените войски на княз Рено дьо Шатийон и Торос II от Армения пристигат на Кипър. Йоан изпраща своя военен комендант, Михаил Врана, на брега. След начални успехи войската му е победена и пленена. Йоан тръгва с останалата си войска, но също е победен и пленен. Тогава победителите, франки и арменци, започват да грабят, горят и изнасилват из целия остров. След три седмици Йоан, Михаил Врана, заедно с най-важните духовници, земевладелци и търговци и техните фамилии са откарани с кораби в Антиохия и затворени там, докато се плати исканата сума за освобождение. През 1158 г. Йоан е освободен.
Според сведение на Йоан Кинам Мануил I Комнин въздигнал Йоан Комнин в сан протосеваст и протовестиарий като утешение за окото, което Йоан загубил по време на един турнир в Пелагония. Като протоврстиарий Йоан ръководел императорското домакинството и изпълнявал важни церемониални и дипломатически функции: през 1158 г. посреща крал Балдуин III Йерусалимски, който посещава императора в лагера му в Киликия; през 1171 г. организира визитата на крал Амалрих I в Константинопол, а на следващата година е начело на византийската делегация, която пристигнала в Унгария, за да постави Бела III на унгарския престол. За близките отношения и доверието между Йоан и императора свидетелства поемата, която Йоан поръчал в чест на серията от мозайки на входа на дома му, на които били изобразени императорите Алексий I, Йоан II и Мануил I, както и самият Йоан Комнин в проскинеза пред последния; освен това Йоан поел и част от разходите за изработката на короната, с която бил коронясан малолетният син на императора.
През 1176 г. Йоан е военачалник при Мануил I Комнин в битката при Мариокефалон на 17 септември 1176 г. против султана на селджуците Кълъч Арслан II от Иконийския султанат. Византийците са напълно разгромени и Йоан Дука пада убит. Убити падат и много от неговите роднини – неговият зет Йоан Кантакузин (съпруг на сестра му Мария Комнина), Андроник Ватаци (братовчед на императора) и Балдуин Антиохийски (син на княз Раймон дьо Поатие и шурей на императора).

## Семейство и деца
Йоан Дука Комнин се жени през 1146 г. за Мария Таронитиса, вероятно дъщеря на Йоан Таронит, пансеваст, от арменския род на Таронитите, клон на кралския род Багратиди.
Двамата имат децата:
- Мария Комнина (* 1154, † преди февруари 1217), господарка на Наблус, става кралица на Йерусалим[15]; омъжена:
  - oo 1. на 29 август 1167 за Амалрих I д´Анжу, крал на Йерусалим (1162/1163 – † 11 юли 1174);
  - oo 2. през 1177 за Балиан от Ибелин († 1193);
- Алексий Комнин (* ? – † 1187), през 1185 г. с помощта на норманите провъзгласен за император на Византия, заловен на 7 ноември 1185 г. и ослепен през 1187 г.;
- Теодора Комнина (* ок. 1150/1155 – † след 1182), омъжена:
  - oo 1. през 1175 за Боемунд III, княз на Антиохия (1163 -1201) († октомври 1201), през 1180 разведена;
  - oo 2. за Готие дьо Бетюн, господар на Бесон, 1210.